# Nekrolog 1785
Nekrolog
◄◄
| ◄
| 1781
| 1782
| 1783
| 1784
| 1785 | 1786 | 1787 | 1788 | 1789 | ► | ►►
Weitere Ereignisse | Allgemeiner Nekrolog 1785
Die Beschreibung der verstorbenen Person sollte so kurz wie möglich gehalten sein und nur deren signifikante Tätigkeit(en) enthalten.
Neue Namen ggf. auch unter dem Geburts- und Sterbedatum, also etwa unter 1. Januar und im Geburts- und Sterbejahr (2024) eintragen (nur bei entsprechender großer Wichtigkeit). Für Beispiele siehe die schon vorhandenen Artikel.
Außerdem über die fünf zuletzt Verstorbenen, zu denen es einen ausreichend guten Artikel für eine Präsentation auf der Hauptseite gibt, nach der todesbedingten Überarbeitung der Artikel ggf. auch unter Wikipedia Diskussion:Hauptseite informieren und sie am besten auch in den anderen Wikipedia-Sprachversionen eintragen. Tipp: Regelmäßig bei news.google.de nach „ist tot“, „gestorben“ oder „verstorben“ suchen.
Wenn eine Person gestorben ist, gibt es viele Seiten zu dieser Person in der Wikipedia, die davon auch betroffen sind und entsprechend aktualisiert werden müssen. Beispiele: Namenübersichtsseite, Geburtsjahr, Geburtsort-Seiten und viele mehr.
Wie finde ich die betroffenen Seiten?
Im Suchfeld auf der linken Seite gibt man den Suchbegriff so ein: „Vorname Nachname“. Dann klickt man auf Volltext und alle Seiten mit entsprechendem Suchtext werden aufgerufen. Hier sieht man dann schnell, wo auch das Todesjahr Sinn macht oder sogar ein Teil des Artikels angepasst werden muss. Auch hilft das „Werkzeug“ auf der linken Seite sehr gut, um solche Seiten aufzufinden: „Links auf diese Seite“. Somit ist die Wikipedia wieder aktuell in allen Bereichen! Hinweis: bei Eintragung der Kategorie „Gestorben JAHR“ wird der Missbrauchsfilter 49 ausgelöst, was jedoch nicht schlimm ist. Siehe: Spezial:Missbrauchsfilter/49
Dies ist eine Liste von im Jahr 1785 verstorbenen bekannten Persönlichkeiten. Die Einträge erfolgen innerhalb der einzelnen Daten alphabetisch sortiert. Tiere sind im Nekrolog für Tiere zu finden.

## Januar
| Tag        | Name                             | Beruf, bekannt als                                                           | Alter | Beleg |
| ---------- | -------------------------------- | ---------------------------------------------------------------------------- | ----- | ----- |
| 3. Januar  | Baldassare Galuppi               | italienischer Komponist                                                      | 78    |       |
| 4. Januar  | Hans Georg Woldeck von Arneburg  | preußischer Generalmajor                                                     | 72    |       |
| 4. Januar  | Johann Gottfried Körner          | deutscher evangelischer Theologe                                             | 58    |       |
| 6. Januar  | Haym Salomon                     | polnisch-US-amerikanischer Finanzier und Makler                              |       |       |
| 6. Januar  | Giorgio Antonio Vareschi         | römisch-katholischer Ordensgeistlicher                                       | 59    |       |
| 9. Januar  | Jean-Baptiste Brequin de Demenge | österreichischer Offizier und Wissenschaftler                                | 72    |       |
| 10. Januar | Henry William Stiegel            | deutsch-amerikanischer Glasbläser                                            | 55    |       |
| 14. Januar | Fanny von Ickstatt               | deutsche Schriftstellerin                                                    | 17    |       |
| 18. Januar | Johann Philipp Breidenstein      | deutscher Kameralwissenschaftler                                             |       |       |
| 21. Januar | Christian August von Eyben       | deutscher Jurist und Domdechant                                              | 84    |       |
| 21. Januar | Johann Caspar Lecke              | deutscher Jurist und Unternehmer, Oberbürgermeister von Iserlohn (seit 1737) | 90    |       |
| 22. Januar | Karl August von Gemmingen        | württembergischer Kammerherr und Generalmajor                                | 68    |       |
| 22. Januar | Adolph Friedrich Vogel           | deutscher Arzt, Gynäkologe und Chirurg                                       | 36    |       |
| 25. Januar | Franz Häffele                    | deutscher Barockbaumeister                                                   |       |       |
| 25. Januar | Paul von Werner                  | preußischer Generalleutnant, Träger der Pour le Merite                       | 77    |       |
| 28. Januar | Johann Gottfried Clemen          | deutscher Plantagenbesitzer                                                  | 56    |       |
| 30. Januar | Anton Rolandsson Martin          | schwedischer Polarforscher und Botaniker                                     | 55    |       |
| Januar     | Karl Kuno Ludwig von Klitzing    | preußischer Generalmajor                                                     | 56    |       |

## Februar
| Tag         | Name                                    | Beruf, bekannt als                                                                     | Alter | Beleg |
| ----------- | --------------------------------------- | -------------------------------------------------------------------------------------- | ----- | ----- |
| 2. Februar  | Paolo Maria Paciaudi                    | italienischer katholischer Geistlicher und Antiquar                                    | 74    |       |
| 6. Februar  | Iman Wilhelm Falck                      | 32. Gouverneur der Kolonie Niederländisch-Ceylon                                       | 48    |       |
| 8. Februar  | Josias Lorck                            | deutscher Pastor und Bibelsammler                                                      | 62    |       |
| 9. Februar  | Wilhelm Bernhard Jester                 | deutscher Jurist                                                                       | 49    |       |
| 9. Februar  | Jacques Rochette de La Morlière         | französischer Libertin, Literat, Theaterautor, Journalist und Schreiber von Pamphleten | 65    |       |
| 11. Februar | Ali Murad Khan                          | Schah von Persien aus der Dynastie der Zand-Prinzen                                    |       |       |
| 13. Februar | Joachim Sigmund Sylvius von Frankenberg | preußischer Landrat                                                                    | 58    |       |
| 13. Februar | Franz Lorenz Richter                    | österreichischer Orgelbauer                                                            | 62    |       |
| 15. Februar | Georg Friedrich Dinglinger II.          | deutscher Festungsbaumeister                                                           | 83    |       |
| 17. Februar | Christian August Förtsch                | deutscher Arzt, Librettist und Freimaurer                                              |       |       |
| 18. Februar | Gottlieb Anastasius Freylinghausen      | deutscher evangelischer Theologe; Direktor des Halleschen Waisenhauses                 | 65    |       |
| 18. Februar | Christian Wilhelm Küstner               | kursächsischer Jurist und Bürgermeister der Stadt Leipzig                              | 64    |       |
| 19. Februar | Johann Ludwig Conradi                   | deutscher Jurist                                                                       | 54    |       |
| 19. Februar | Johann Christoph Richter                | deutscher Komponist, Pantaleonspieler und Organist                                     | 84    |       |
| 20. Februar | Philipp von Gemmingen                   | Direktor des Ritterkantons Kraichgau und Ritterhauptmann des Ritterkantons Odenwald    | 82    |       |
| 23. Februar | Lazzaro Opizio Pallavicini              | italienischer Kardinal und Kardinalstaatssekretär                                      | 65    |       |
| 24. Februar | Johann Friedrich Ernst Benda            | deutscher Kammermusiker und Komponist                                                  |       |       |
| 24. Februar | Carlo Buonaparte                        | Vater von Joseph Bonaparte und Napoleon Bonaparte                                      | 38    |       |
| 25. Februar | Gottlieb Friedrich Bach                 | deutscher Musiker und Maler                                                            | 70    |       |
| 26. Februar | Barbara Erni                            | Vagantin und Diebin; letzte in Liechtenstein hingerichtete Person                      | 42    |       |
| 27. Februar | Jacob Gijsbert Woertman                 | niederländischer Mediziner                                                             | 62    |       |
| 28. Februar | Friedrich Justus Riedel                 | deutscher Autor und Hochschullehrer                                                    | 42    |       |
| Februar     | Grigore Maior                           | Bischof von Făgăraș                                                                    |       |       |

## März
| Tag                                     | Name                                           | Beruf, bekannt als                                                         | Alter | Beleg |
| --------------------------------------- | ---------------------------------------------- | -------------------------------------------------------------------------- | ----- | ----- |
| 3. März                                 | Balthasar Ferdinand Moll                       | österreichischer Bildhauer                                                 | 68    |       |
| 5. März                                 | Joseph Reed                                    | US-amerikanischer Politiker                                                | 43    |       |
| 9. März                                 | Joseph Hörr                                    | deutscher Bildhauer und Holzschnitzer                                      | 52    |       |
| 12. März                                | Carl Tobias Jetzke                             | deutscher evangelisch-lutherischer Theologe                                | 71    |       |
| 14. März                                | Christian Heinrich Wilhelm von Arnstedt        | preußischer Oberst, Hofmarschall des Kronprinzen Friedrich Wilhelm II.     | 71    |       |
| 14. März                                | Friedrich Christoph von Saldern                | preußischer General und Kriegstheoretiker                                  | 66    |       |
| 15. März <\| Friederike Charlotte Bause | deutsche Pianistin und Glasharmonika-Spielerin |                                                                            |       |       |
| 15. März                                | Lodewijk Caspar Valckenaer                     | niederländischer Klassischer Philologe                                     | 69    |       |
| 16. März                                | Friedrich Ludwig Finck von Finckenstein        | preußischer Generalleutnant, Ritter des Johanniterorderns                  | 75    |       |
| 19. März                                | Hugh Reinagle                                  | englischer Cellist und Komponist                                           |       |       |
| 20. März                                | Claude-François-Xavier Millot                  | französischer Kleriker und Historiker                                      | 59    |       |
| 22. März                                | Gabriel Loser                                  | Benediktinermönch, Kunstschreiner und Bildhauer                            | 83    |       |
| 25. März                                | Levin Friedrich von Hacke                      | preußischer Offizier, zuletzt Generalleutnant sowie Gouverneur von Stettin | 71    |       |
| 28. März                                | Philipp Daniel Lippert                         | deutscher Archäologe und Zeichner                                          | 82    |       |
| 31. März                                | Antoni Tyzenhauz                               | polnischer Staatsmann und Unternehmer                                      |       |       |

## April
| Tag       | Name                                  | Beruf, bekannt als                                                     | Alter | Beleg |
| --------- | ------------------------------------- | ---------------------------------------------------------------------- | ----- | ----- |
| 2. April  | Gabriel Bonnot de Mably               | französischer Politiker und Philosoph                                  | 76    |       |
| 3. April  | Friedrich Adam Scholler               | deutscher Theologe und Botaniker                                       | 66    |       |
| 6. April  | Johann Augustin Dietelmair            | deutscher evangelischer Theologe und Hochschullehrer                   | 68    |       |
| 16. April | Dominikus Morano                      | Kaufmann, Anwalt und Subpraetor                                        |       |       |
| 17. April | Adam Emanuel de Gabrieli              | Jesuitenprofessor und Spitalpfarrer                                    | 69    |       |
| 23. April | Sebastiano Foscarini                  | venezianischer Diplomat und Reformer                                   | 67    |       |
| 24. April | Friedrich                             | Herzog zu Mecklenburg                                                  | 67    |       |
| 26. April | Karl Siegmund von Seckendorff         | deutscher Dichter                                                      | 40    |       |
| 26. April | Joseph von Plenciz                    | österreichischer Mediziner und Hochschullehrer                         | 32    |       |
| 27. April | Leopold von Braunschweig-Wolfenbüttel | preußischer Generalmajor                                               | 32    |       |
| 27. April | Johann Seivert                        | siebenbürgischer Gelehrter, Lexikograf, Historiker und Mundartforscher | 50    |       |

## Mai
| Tag     | Name                               | Beruf, bekannt als                                                     | Alter | Beleg |
| ------- | ---------------------------------- | ---------------------------------------------------------------------- | ----- | ----- |
| 1. Mai  | Johann Christoph Gottleber         | deutscher Lehrer und Schulschriftsteller                               | 51    |       |
| 5. Mai  | Franz Xaver Schnizer               | deutscher Komponist und Organist                                       | 44    |       |
| 8. Mai  | Étienne-François de Choiseul       | französischer Staatsmann                                               | 65    |       |
| 8. Mai  | Nikolaus Hooff                     | deutscher Maler und Bildhauer                                          | 62    |       |
| 8. Mai  | Pietro Longhi                      | Maler des venezianischen Rokoko                                        | 82    |       |
| 9. Mai  | Bazilije Božičković                | kroatischer Geistlicher, Bischof von Križevci                          | 66    |       |
| 10. Mai | Johann Daniel Schulze              | deutscher Orgelbauer                                                   | 64    |       |
| 14. Mai | Georg Ludwig von Kielmansegg       | kurfürstlich braunschweigisch-lüneburgischer General der Infanterie    | 79    |       |
| 15. Mai | Joseph Dossenberger                | schwäbischer Baumeister, Vertreter des Rokoko und des Frühklassizismus | 64    |       |
| 15. Mai | Karel Blažej Kopřiva               | tschechischer Organist und Komponist                                   | 29    |       |
| 16. Mai | Friedrich Justinian von Günderrode | deutscher Jurist, Hofjunker und Kammerherr                             | 37    |       |
| 17. Mai | Jakob Christoph Beck               | Schweizer Theologe und Historiker                                      | 74    |       |
| 18. Mai | Johann Paterer                     | Tiroler Barockbildhauer                                                | 73    |       |
| 18. Mai | Christian Friedrich Sattler        | deutscher Archivar und Geschichtsschreiber                             | 79    |       |
| 20. Mai | Johann Friedrich Ferstl            | altösterreichischer Orgelbauer                                         |       |       |
| 20. Mai | Nikolaus Alexander von Pomeiske    | preußischer Generalleutnant, Ritter des Ordens Pour le Mérite          | 67    |       |
| 22. Mai | Ernst Ludwig Christoph von Spiegel | deutscher Rittergutsbesitzer und Domherr zu Halberstadt                | 74    |       |
| 26. Mai | Johann Georg Leydel                | Baumeister des Rokoko                                                  | 63    |       |
| 28. Mai | Carl Eduard Taube von Odenkat      | schwedischer Ordensbischof                                             | 38    |       |
| 28. Mai | Christian Jakob von Vogelsang      | Gouverneur der Provinz und Festung Luxemburg sowie k.k Feldzeugmeister |       |       |

## Juni
| Tag      | Name                                    | Beruf, bekannt als                                                                         | Alter | Beleg |
| -------- | --------------------------------------- | ------------------------------------------------------------------------------------------ | ----- | ----- |
| 2. Juni  | Jean Paul de Gua de Malves              | französischer Mathematiker                                                                 |       |       |
| 2. Juni  | Gottfried August Homilius               | deutscher Komponist, Kantor und Organist                                                   | 71    |       |
| 8. Juni  | Franz Rosenstingl                       | österreichischer Architekt und Maler                                                       |       |       |
| 10. Juni | Johann Friedrich Sehestedt              | dänischer Generalleutnant                                                                  |       |       |
| 12. Juni | Clemens August von Landsberg zu Erwitte | Amtsträger und Unternehmer                                                                 |       |       |
| 14. Juni | Johann Rochus Egedacher                 | österreichischer Orgelbauer                                                                | 70    |       |
| 15. Juni | Jean-François Pilâtre de Rozier         | französischer Physiker und einer der ersten Luftfahrtpioniere                              | 31    |       |
| 16. Juni | Franz Georg Zandt von Merl              | Erbvogt in Zell an der Mosel und Amtmann im Kurfürstentum Trier sowie Unternehmer          | 61    |       |
| 19. Juni | Johann von Fries                        | Kommerzienrat, Hofrat, Direktor der kaiserlichen Seidenfabriken, Industrieller und Bankier | 66    |       |
| 21. Juni | George Heinrich von Tschirschky         | preußischer Landrat                                                                        | 67    |       |
| 23. Juni | Honorat Peyer im Hof                    | Bibliothekar des Klosters St. Gallen                                                       | 69    |       |
| 25. Juni | Jacob von Staehlin                      | deutscher Erzieher und Wissenschaftler                                                     | 76    |       |
| 26. Juni | Johann Peter Brinckmann                 | deutscher Mediziner                                                                        | 39    |       |
| 26. Juni | Johann Gerhard König                    | deutscher Botaniker und Arzt                                                               | 56    |       |
| 27. Juni | Joachim Lucas Stein                     | deutscher Advokat und Rechtsgelehrter                                                      | 73    |       |
| 30. Juni | James Oglethorpe                        | britischer General, Philanthrop                                                            | 88    |       |

## Juli
| Tag      | Name                                   | Beruf, bekannt als                                                                    | Alter | Beleg |
| -------- | -------------------------------------- | ------------------------------------------------------------------------------------- | ----- | ----- |
| 1. Juli  | Jakob Heinrich von Lilienfeld          | baltischer Adelsmann, preußischer Kammerherr, Schriftsteller und Dichter              | 68    |       |
| 5. Juli  | Johann Carl Dähnert                    | deutscher Bibliothekar, Rechtswissenschaftler, Sprachforscher und Historiker          | 65    |       |
| 5. Juli  | Joseph Tiefenthaler                    | jesuitischer Missionar und Geograph                                                   | 74    |       |
| 6. Juli  | Friedrich August                       | Fürstbischof von Lübeck, Herzog von Oldenburg                                         | 73    |       |
| 12. Juli | Hermann Werner von Brabeck             | Domherr in verschiedenen Bistümern                                                    | 46    |       |
| 12. Juli | Louis-René de Caradeuc de La Chalotais | französischer Jurist                                                                  | 84    |       |
| 13. Juli | Stephen Hopkins                        | Mitunterzeichner der Unabhängigkeitserklärung der USA, einer der Gründerväter der USA | 78    |       |
| 17. Juli | Margaret Cavendish Bentinck            | britische Kunstsammlerin                                                              | 70    |       |
| 17. Juli | Simpert Niggel                         | Füssener Geigenbauer                                                                  | 74    |       |
| 18. Juli | Stanislaw Czerniewicz                  | Generalvikar der Societas Jesu (Jesuitenorden)                                        | 56    |       |
| 20. Juli | Johann Bücher                          | deutscher evangelischer Theologe                                                      | 63    |       |
| 23. Juli | Johann Friedrich Krafft                | Berichterstatter Goethes                                                              |       |       |
| 23. Juli | Johann Christian Friedrich Zell        | deutscher Goldschmied und Hofjuwelier                                                 |       |       |
| 24. Juli | Johann Friedrich Hellmuth              | deutscher Theaterschauspieler und Gründer einer Schauspielergesellschaft              |       |       |

## August
| Tag        | Name                                  | Beruf, bekannt als                                                                                                 | Alter | Beleg |
| ---------- | ------------------------------------- | --- | ----- | ----- |
| 5. August  | Henning von Qualen                    | Königlicher Dänischer Geheimer- und Conferenz- und Landrat, Oberpräsident von Altona und Klosterpropst zu Uetersen | 82    |       |
| 7. August  | Luis de Borbón y Farnesio             | spanischer Infant                                                                                                  | 58    |       |
| 9. August  | Johann Heinrich Christoph Weidemann   | Kurfürstlich Hannoverscher Glockengießer                                                                           | 68    |       |
| 10. August | Ephraim Paine                         | US-amerikanischer Arzt, Richter und Politiker                                                                      | 54    |       |
| 12. August | Friedrich Wilhelm von Lüderitz        | preußischer Oberst und Landjägermeister                                                                            | 68    |       |
| 14. August | John William Fletcher                 | englischer Theologe und Priester                                                                                   | 55    |       |
| 17. August | Jonathan Trumbull senior              | US-amerikanischer Politiker und Gouverneur von Connecticut                                                         | 74    |       |
| 19. August | Giuseppe Appiani                      | italienischer Freskenmaler                                                                                         | 78    |       |
| 20. August | Jean-Baptiste Pigalle                 | französischer Bildhauer                                                                                            | 71    |       |
| 25. August | Friedrich Esaias Pufendorf            | deutscher Jurist                                                                                                   | 77    |       |
| 26. August | George Germain, 1. Viscount Sackville | britischer Offizier und Politiker                                                                                  | 69    |       |
| 27. August | Oswald Loschert                       | deutscher Prämonstratenserabt                                                                                      | 80    |       |
| 31. August | Joseph Anton Lachel                   | Bildhauer des Spätbarock                                                                                           | 53    |       |

## September
| Tag           | Name                            | Beruf, bekannt als                                                                                                | Alter | Beleg |
| ------------- | ------------------------------- | --- | ----- | ----- |
| 3. September  | Hans Christoph von Rothkirch    | königlich preußischer Generalleutnant, Kommandant von Stadt und Festung Neisse und Amtshauptmann von Gattersleben | 68    |       |
| 6. September  | Erhard Ursinus                  | königlich preußischer geheimer Kriegs-, Domänen- und Oberfinanzrat                                                |       |       |
| 8. September  | Henry Hoare der Jüngere         | britischer Bankier, Kunstsammler, Schöpfer des Landschaftspark von Stourhead                                      | 80    |       |
| 13. September | Hans Christoph von Rosenbusch   | königlich-preußischer Generalmajor, Inspekteur der Westpreußischen Kavallerie-Regimenter                          | 68    |       |
| 15. September | Leopoldo de Gregorio            | sizilianischer Beamter und Politiker in spanischen Diensten                                                       |       |       |
| 17. September | Antoine Léonard Thomas          | französischer Rhetoriker und Dichter der Aufklärung                                                               | 52    |       |
| 19. September | Maria Antonia von Spanien       | Infantin von Spanien, durch Heirat Königin von Sardinien-Piemont                                                  | 55    |       |
| 25. September | Arvid Gustaf Taube von Odenkat  | schwedischer Hofmarschall                                                                                         | 56    |       |
| 25. September | Johann Andreas Dieze            | deutscher Romanist und Bibliothekar                                                                               |       |       |
| 26. September | Ventura Rodríguez               | spanischer Architekt                                                                                              | 68    |       |
| 29. September | Jakob Gujer                     | Schweizer Bauer und Reformer der Landwirtschaft                                                                   | 67    |       |
| 29. September | Franz Ignaz Michael Neumann     | deutscher Baumeister des Rokoko                                                                                   | 52    |       |
| 30. September | Friedrich Samuel Bock           | deutscher evangelischer Theologe, Historiker, Bibliothekar und Schriftsteller                                     | 69    |       |
| 30. September | Johann Jacob Moser              | deutscher Staatsrechtslehrer                                                                                      | 84    |       |
| 30. September | Franz Stephan von Rautenstrauch | österreichischer Benediktinerabt und katholischer Theologe                                                        | 51    |       |
| September     | Anton Gabriel von Herrenschwand | Schweizer Arzt |       |       |

## Oktober
| Tag         | Name                              | Beruf, bekannt als                                                                                        | Alter | Beleg |
| ----------- | --------------------------------- | --- | ----- | ----- |
| 2. Oktober  | Friedrich Elias Meyer der Ältere  | deutscher Bildhauer und Porzellanmodelleur                                                                |       |       |
| 3. Oktober  | Carl Justinian von Günderrode     | deutscher Jurist, Kammerdirektor und Hofmeister                                                           | 72    |       |
| 8. Oktober  | Friedrich Christian Baumeister    | deutscher Philosoph                                                                                       | 76    |       |
| 10. Oktober | Johann Wolfgang Hammann           | Besitzer des Eisenhütten- und Hammerwerkes in Katzhütte sowie Fürstlich-Schwarzburgischer Hütteninspektor | 72    |       |
| 11. Oktober | Paolo Tommaso Alberghi            | italienischer Komponist und Violinist der Vorklassik                                                      | 68    |       |
| 17. Oktober | Otto Heinrich von Bonn            | kurhannöverscher Landbaumeister                                                                           | 82    |       |
| 17. Oktober | Samuel Hardy                      | US-amerikanischer Politiker                                                                               |       |       |
| 21. Oktober | José Luzán                        | spanischer Barockmaler                                                                                    |       |       |
| 29. Oktober | Johann Jakob Mackensen            | deutscher Hofbaumeister in Hannover                                                                       | 64    |       |
| 31. Oktober | Friedrich II.                     | Landgraf von Hessen-Kassel                                                                                | 65    |       |
| 31. Oktober | Carl Ludwig von Lassberg          | sächsischer Forstbeamter                                                                                  | 76    |       |
| Oktober     | Friedrich Alexander von Rothkirch | preußischer Generalmajor                                                                                  |       |       |
| Oktober     | Johann Ludwig Anton Rust          | deutscher Jurist, Archivar und Bibliothekar                                                               |       |       |

## November
| Tag          | Name                                        | Beruf, bekannt als                                                                                            | Alter | Beleg |
| ------------ | ------------------------------------------- | --- | ----- | ----- |
| 4. November  | Pierre-Jean Grosley                         | französischer Literat, Jurist und Enzyklopädist                                                               | 66    |       |
| 6. November  | Georg zu Mecklenburg                        | Angehöriger des Hauses Mecklenburg-Strelitz; österreichischer Offizier, zuletzt Generalmajor                  | 37    |       |
| 8. November  | Ludwig Wilhelm von Bülow                    | dänischer Amtmann                                                                                             | 86    |       |
| 8. November  | Carl Wenzel von Tschepe und Weidenbach      | preußischer Landrat                                                                                           | 77    |       |
| 12. November | Johann Joseph Hackl                         | deutscher Holzbildhauer                                                                                       |       |       |
| 12. November | Maximiliaan Jacob de Man                    | niederländischer Mediziner                                                                                    | 54    |       |
| 15. November | César Gabriel de Choiseul-Praslin           | französischer Militär, Diplomat und Staatsmann                                                                | 73    |       |
| 15. November | Innocenzo Conti                             | Kardinal der römisch-katholischen Kirche                                                                      | 54    |       |
| 16. November | Honorius Roth von Schreckenstein            | Fürstabt im Fürststift Kempten (1760–1785)                                                                    | 59    |       |
| 16. November | Salomo Jakob Morgenstern                    | deutscher Historiker, Geograph und Hofnarr                                                                    | 77    |       |
| 16. November | Johann Georg Stein                          | deutscher Orgelbauer                                                                                          |       |       |
| 16. November | Johan Gottschalk Wallerius                  | schwedischer Chemiker und Mineraloge                                                                          | 76    |       |
| 18. November | Louis Philippe I. de Bourbon, duc d’Orléans | Herzog von Orléans (1752–1785)                                                                                | 60    |       |
| 19. November | Bernard de Bury                             | französischer Musiker, Cembalist und Komponist                                                                | 65    |       |
| 20. November | Johann Georg Wilhelm von Keller             | preußischer Generalleutnant, Gouverneur von Stettin                                                           | 75    |       |
| 24. November | Friederike von Württemberg                  | württembergische Prinzessin und später die Gemahlin von Peter I. von Holstein-Gottorp                         | 20    |       |
| 25. November | Carl Friedrich Fechhelm                     | deutscher Maler und Bühnenbildner                                                                             |       |       |
| 25. November | Richard Glover                              | englischer Dichter                                                                                            |       |       |
| 26. November | Joseph Stapf                                | deutscher Bildhauer und Bausachverständiger                                                                   | 74    |       |
| 27. November | Konstantin von Billerbeck                   | königlich-preußischer Generalleutnant                                                                         | 72    |       |
| 28. November | William Whipple                             | britisch-US-amerikanischer Unterzeichner der Unabhängigkeitserklärung der USA, einer der Gründerväter der USA | 55    |       |

## Dezember
| Tag          | Name                             | Beruf, bekannt als                                                                     | Alter | Beleg |
| ------------ | -------------------------------- | -------------------------------------------------------------------------------------- | ----- | ----- |
| 2. Dezember  | Georg Ernst von Kleist           | preußischer Landrat im Herzogtum Pommern                                               | 69    |       |
| 2. Dezember  | Friedrich Leopold Weyland        | deutscher Arzt und Jugendfreund Goethes                                                | 35    |       |
| 5. Dezember  | Johann Georg Dieffenbrunner      | deutscher Maler                                                                        |       |       |
| 5. Dezember  | Georg Bernhard Petrus von Mellin | preußischer Generalmajor, Kommandeur des Infanterieregiments Nr. 8                     | 81    |       |
| 6. Dezember  | Kitty Clive                      | englische Schauspielerin, Sängerin und Dramatikerin                                    | 74    |       |
| 7. Dezember  | Wolder Schele                    | deutscher Jurist, Hamburger Ratssekretär und Protonotar                                | 83    |       |
| 8. Dezember  | Johann Philipp Du Roi            | deutscher Arzt und Botaniker                                                           | 44    |       |
| 8. Dezember  | Antonio Maria Mazzoni            | italienischer Komponist und Sänger                                                     | 68    |       |
| 9. Dezember  | Christoph Friedrich Sartorius    | deutscher Philologe und Rhetoriker sowie Hochschullehrer                               | 84    |       |
| 10. Dezember | Georg Ernst von Holtzendorff     | preußischer Generalmajor, sowie Generalinspekteur der Artillerie und Artillerieschulen | 71    |       |
| 12. Dezember | Charlotte von Hessen-Darmstadt   | durch Heirat Herzogin zu Mecklenburg-Strelitz                                          | 30    |       |
| 14. Dezember | Giovanni Battista Cipriani       | italienischer Maler, Radierer und Kupferstecher                                        |       |       |
| 18. Dezember | Giuseppe Allegranza              | italienischer Dominikaner und Historiker                                               | 72    |       |
| 19. Dezember | Gian Pietro Riva                 | Schweizer Schulleiter und Übersetzer                                                   | 89    |       |
| 20. Dezember | Karl Friedrich                   | Fürst von Hohenzollern-Sigmaringen                                                     | 61    |       |
| 21. Dezember | Giovanni Battista Borsieri       | italienischer Mediziner und Hochschullehrer                                            | 60    |       |
| 21. Dezember | Beda Seeauer                     | Abt                                                                                    | 69    |       |
| 25. Dezember | Gottwald Schuster                | deutscher Mediziner                                                                    | 83    |       |
| 26. Dezember | Ignatz Anton von Weiser          | österreichischer Dramatiker und Mundartdichter; Bürgermeister von Salzburg             | 84    |       |
| 29. Dezember | Johann Christoph Bohl            | deutscher Mediziner                                                                    | 82    |       |
| 29. Dezember | Johann Heinrich Rolle            | deutscher Komponist und Musikpädagoge                                                  | 69    |       |
| 29. Dezember | Johan Herman Wessel              | norwegischer Dichter und Schriftsteller                                                | 43    |       |
| 30. Dezember | Johann Arnold Isselhorst         | Jurist und Bürgermeister der Hansestadt Lübeck                                         |       |       |

## Datum unbekannt
| Tag | Name                                        | Beruf, bekannt als                                                       | Alter | Beleg |
| --- | ------------------------------------------- | ------------------------------------------------------------------------ | ----- | ----- |
|     | Johann Baptist Bergmüller                   | Maler                                                                    |       |       |
|     | Franz Beuth                                 | deutscher Jesuit und Fossiliensammler                                    |       |       |
|     | Benjamin Calau                              | bildender Künstler                                                       |       |       |
|     | Johann Gregor von Camerloher                | deutscher Violoncellist am Hofe in München                               |       |       |
|     | Martin Carlin                               | französischer Ebenist deutscher Herkunft                                 |       |       |
|     | Pietro Chiari                               | italienischer Dichter                                                    |       |       |
|     | Gaspare Fumagalli                           | italienischer Maler                                                      |       |       |
|     | Leonhard Matthäus Gießl                     | kurbayerischer Hofbaumeister                                             |       |       |
|     | Philippe Guéneau de Montbeillard            | französischer Advocat, Ornithologe und Enzyklopädist                     |       |       |
|     | Karl Otto Ludwig Theodat von und zu Gymnich | Hofratspräsident und Erster Staatsminister am Kurfürstlichen Hof zu Bonn |       |       |
|     | Halil Hamid Pascha                          | osmanischer Großwesir                                                    |       |       |
|     | Moses Harris                                | englischer Entomologe und Kupferstecher                                  |       |       |
|     | Albertus Antonius Hinsz                     | Orgelbauer                                                               |       |       |
|     | Christian Wilhelm Kindleben                 | deutscher Theologe, Schriftsteller und Publizist                         |       |       |
|     | Semen Klymowskyj                            | ukrainischer Kosak, Philosoph und Dichter                                |       |       |
|     | Peter Laporterie                            | Bildhauer in der Zeit des europäischen Absolutismus                      |       |       |
|     | Pierre Le Roy                               | französischer Uhrmacher, Erfinder                                        |       |       |
|     | Antoine Mahaut                              | belgischer Komponist der Klassik                                         |       |       |
|     | Laura Piranesi                              | italienische Graphikerin                                                 |       |       |
|     | Hans von Rohwedel                           | preußischer Capitain und Landrat                                         |       |       |
|     | Hugo Schmidfeld                             | deutscher Benediktiner und Historiker                                    |       |       |
|     | Georg Friedrich Schmoll                     | deutscher Zeichner und Kupferstecher                                     |       |       |
|     | Lionardo Sesler                             | italienischer Arzt und Botaniker                                         |       |       |
|     | Wilder Peter von Hameln                     | Wolfskind, am 17. Juli 1724 in der Nähe von Hameln aufgefunden           |       |       |